# San Vito al Tagliamento
San Vito al Tagliamento (friülà San Vît dal Tiliment) és un municipi italià, dins de la província de Pordenone. L'any 2007 tenia 14.664 habitants. Limita amb els municipis de Camino al Tagliamento (UD), Casarsa della Delizia, Chions, Codroipo (UD), Fiume Veneto, Morsano al Tagliamento, Sesto al Reghena i Valvasone.

## Administració
| Període | Identitat     | Partit         |
| ------- | ------------- | -------------- |
| 2004-   | Gino Gregoris | Centreesquerra |